# 八円定理

幾何学において、八円定理（はちえんていり、 英語: Eight circles theorem,Dao's eight circles theorem ）またはダオの八円定理は、8つの円に関する定理である。ある円上の6つの点A1,A2,...,A6と他の円上の6点B1,B2,...,B6について、i=1,2,3,4,5で、Ai,Ai+1,Bi,Bi+1が共円ならば、A6,A1,B6,B1も共円である。さらに、円Ai,Ai+1,Bi,Bi+1の中心をCiとして、直線C1C4,C2,C5,C3C6は共点である。

## 証明
証明の序盤は、ダオによりCanadian Mathematical SocietyのCrux Mathematicorumの3845番に掲載されている。
まず、ミケルの六円定理により、i=1,2,3で成り立つとき、4つの連鎖ならばA1,A4,B1,B4は共円でなければならない。そして円A1,A4,B1,B4とA4,A5,B4,B5とA5,A6,B5,B6に同様にミケルの六円定理を使うことで、A6,A1,B6,B1の共円が示される。同様の議論は偶数個の円においても示せる。
C1C4,C2,C5,C3C6が共点であることは、これら円の中心が成す六角形が、Ai,Biの2円の中心を焦点とする円錐曲線に接することを示すことにより、ブリアンションの定理で示される。この証明はCrux Mathematicorumの問題3945でクリス・フィッシャーによって大まかに証明され、ミシェル・バタイユによって補完された。以下の補題のl,l' にAiBi,Ai+1Bi+1を当てはめる事により示される。
またこのほかにもGábor Gévay と Ákos G. Horváthによる高度な知識を使った証明や、Nguyen Chuong Chiによる初等的な解法もある。

### 補題
3つの円A,B,C（中心も同名）があり、A,CはそれぞれA1,A2で、B,CはそれぞれB1,B2で交わっている。A,Bを焦点とするある円錐曲線が線分A1B2,A2B1の垂直二等分線l,l' に接することを示す。CA,CBはA1A2,B1B2の垂直二等分線であることから、∠(l ,r)で直線l ,rの成す有向角を表すとして、
{\displaystyle \angle (CA,l)=\angle (A_{1}A_{2},A_{1}B_{1}),\quad \angle (BA,l')=\angle (B_{1}B_{2},B_{2}A_{2})}
が成り立ち、さらに円周角の定理から
{\displaystyle \angle (CA,l)+\angle (BA,l')=0}
である。したがってl,l' はCA,CBに対する等角共役線であり、今l' がA,Bを焦点とする円錐曲線Γに接しているとし、さらにCを通り、Γに接するl' でない直線mがあるとすると、よく知られた定理（The second little Poncelet theorem）により、mはl以外にありえない。したがってl,l' はΓに接する。

## ブリアンションの定理との関係
八円定理は円に対するブリアンションの定理の一般化となっている。さらにこの定理の双対は円におけるパスカルの定理やDao-symmedial circleの一般化になる。